# Католическая лига (1609)
Католическая лига (нем. Katholische Liga), Лига католическая — объединение (союз, лига) католических княжеств Германии накануне Тридцатилетней войны в Европе, заключена против протестантской унии (союза немецких протестантов).
Лига католическая объединяла баварского избирательного князя с соседними духовными князьями, а затем к ней присоединились и духовные курфюрсты. Союз католиков признал своим протектором короля Испании, обязавшегося давать ей субсидию в 30 000 дукатов ежемесячно, но фактическим распорядителем был Фердинанд.

## История

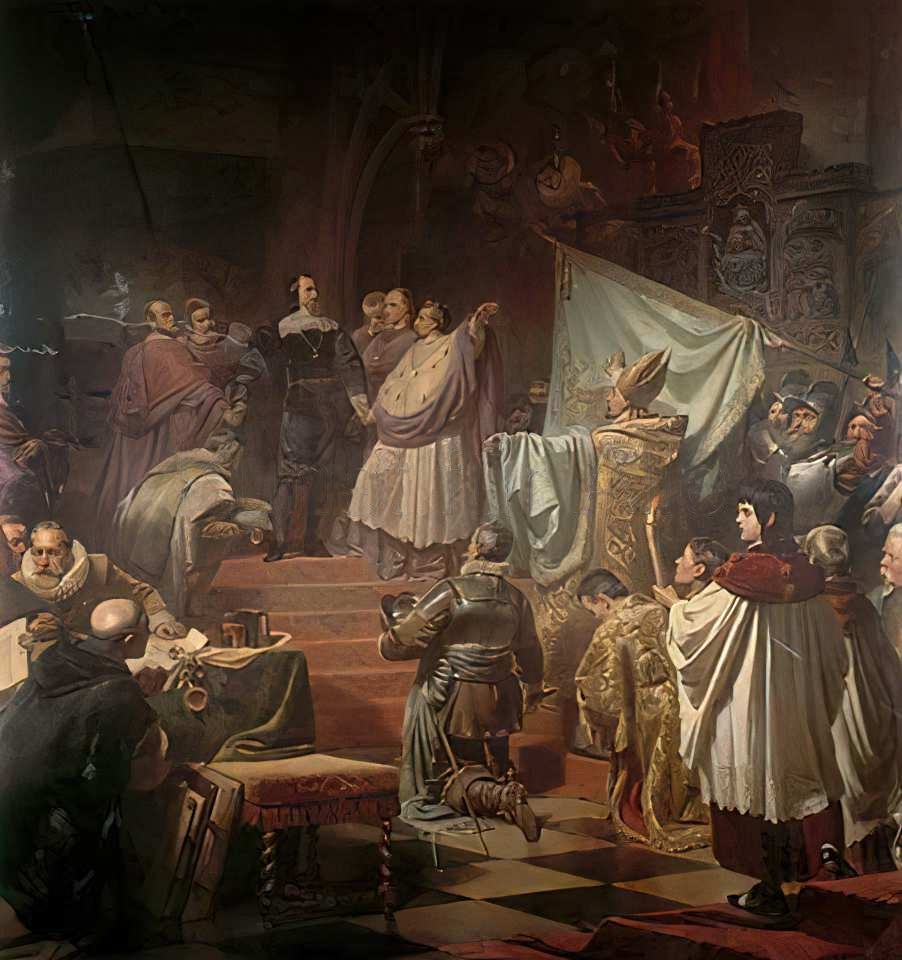
Карл Пилоти. Заключение Католической лиги в Мюнхене (1853 г.).

В 1607 году герцог Максимилиан I, впоследствии курфюрст баварский, сын герцога Вильгельма V,  присоединил к своим владениям город Донауверт, и тотчас же силой насадил там католицизм, в это время также стоял вопрос о наследовании в герцогствах Юлих и Клеве, существенно затрагивавший интересы немецкого протестантизма, всё это побудило, в 1608 году, колебавшихся дотоле немцев-протестантов сплотиться в унию, для защиты населения и владений в германских землях.
В ответ на создание унии протестантов был организован католиками союз (заключена лига) в Мюнхене, 10 июля 1609 году по инициативе герцога Максимилиана Баварского. Он стал ответом немецких католиков на создание Евангелической унии в 1608 году. Наряду с Баварией в Лиге состояли духовные княжества — епископства Кёльна, Трира, Майнца и Вюрцбурга. Вместе с тем, архиепископство Зальцбургское и ряд других католических княжеств в союз не вошли. Лига сыграла значительную роль в начальный период Тридцатилетней войны. Была распущена по условиям Пражского мира 1635 года.

## Состав
| Члены-учредители (1609) | Присоединившиеся позднее |
| --- | --- |
| Герцогство Бавария Княжество-епископство Вюрцбург Княжество-епископство Констанц Княжество-епископство Аугсбург Княжество-епископство Пассау Княжество-епископство Регенсбург Княжество-аббатство Кемптен Княжество-пробство Эльванген | Кёльнское курфюршество Майнцское курфюршество Трирское курфюршество Княжество-епископство Бамберг Княжество-епископство Шпейер Княжество-епископство Страсбург Княжество-епископство Вормс имперские аббатстваt; |

## Командиры Католической лиги
К началу Тридцатилетней войны (1618 год) командующим армией Католической лиги считался герцог Максимилиан Баварский, генерал-лейтенантом вначале назначен герцог Франц Лотарингский-Водемон, а фельдмаршалом стал Тилли; в 1620 году Тилли сам стал генерал-лейтенантом армии (фактическим главнокомандующим) Католической лиги; в этом качестве он участвовал в битве на Белой Горе.
После Тилли, который оставался главнокомандующим армией Католической лиги до своей гибели 30 апреля 1632 года, фельдмаршалами армии именовались Анхольт (1622†30) и Паппенгейм (1630†32).
После гибели Тилли в 1632 году командование Католической армии принял Альдринген. Он погиб при попытке помочь осаждённому Ландсгуту 22 июля 1634 года.
После гибели Альдрингена армией Католической лиги командовал Отто Генрих Фуггер; последним его действием было отвоевание Регенсбурга.